# Siganus stellatus
Siganus stellatus es una especie de peces marinos de la familia Siganidae, orden Perciformes, suborden Acanthuroidei. 
Su nombre más común en inglés es Brown-spotted spinefoot, o pie de espina moteado marrón. El término inglés spinefoot, o pie de espina, se utiliza también, aparte de rabbitfish, o pez conejo, para designar a los componentes del género Siganus. 

## Morfología
El cuerpo de los sigánidos es medianamente alto, muy comprimido lateralmente. Visto de perfil recuerda una elipse. La boca es terminal, muy pequeña, con mandíbulas no protráctiles. 
La coloración base de la cabeza y el cuerpo es verde grisáceo, estando totalmente cubiertos por un patrón de motas color marrón chocolate. Algunos autores apuntan a una subespecie, S. s. stellatus, que tiene el color de base amarillento. Las partes blandas de las aletas dorsal y anal, el perímetro de la aleta y el pedúnculo caudales, están bordeados en tonalidad pálida, amarillenta.
Cuentan con 13 espinas y 10 radios blandos dorsales, precedidos por una espina corta saliente, a veces ligeramente sobresaliente, y otras totalmente oculta. La aleta anal cuenta con 7 fuertes espinas y 9 radios blandos. Las aletas pélvicas tienen 2 espinas, con 3 radios blandos entre ellas, característica única y distintiva de esta familia. Las espinas de las aletas tienen dos huecos laterales que contienen glándulas venenosas.
El tamaño máximo de longitud es de 40 cm.

## Reproducción
Aunque no se poseen datos específicos sobre su reproducción, como componentes del género Siganus, son ovíparos y de fertilización externa. Los huevos son adhesivos. El desove se produce al oscurecer, en los meses calurosos, coincidiendo con el ciclo lunar. 
Poseen un estado larval planctónico de unos 24 días de duración. Desarrollan un estado postlarval, característico del suborden Acanthuroidei, llamado acronurus, en el que los individuos son transparentes, y se mantienen en estado pelágico durante un periodo extendido antes de establecerse en el hábitat definitivo, y adoptar entonces la forma y color de juveniles.

## Alimentación
Son principalmente herbívoros Progresan de alimentarse de fitoplancton y zooplancton, como larvas, a alimentarse de macroalgas bénticas y pequeños invertebrados. Los adultos se alimentan de pastos marinos.

## Hábitat y comportamiento
Habitan en aguas tropicales, asociados a arrecifes de coral costeros. Los adultos son vistos normalmente en pareja, y los juveniles y subadultos, forman escuelas, adentrándose en estuarios con algas.
Su rango de profundidad normal es entre 5 y 30 metros.

## Distribución geográfica
Estos peces se encuentran en el océano Índico, desde el este de África, incluido el mar Rojo, hasta Andamán.
Están presentes en la isla de Andamán, Arabia Saudí, Comoros, Cocos, Egipto, India, Indonesia, Jordania, Kenia, Madagascar, Malasia, Maldivas, Mauritius, Mozambique, Reunión, isla Rodrigues, Seychelles, Singapur, Somalia, Sri Lanka, Sudáfrica, Tailandia, Tanzania, Vietnam, Yemen y Yibuti.

## Galería

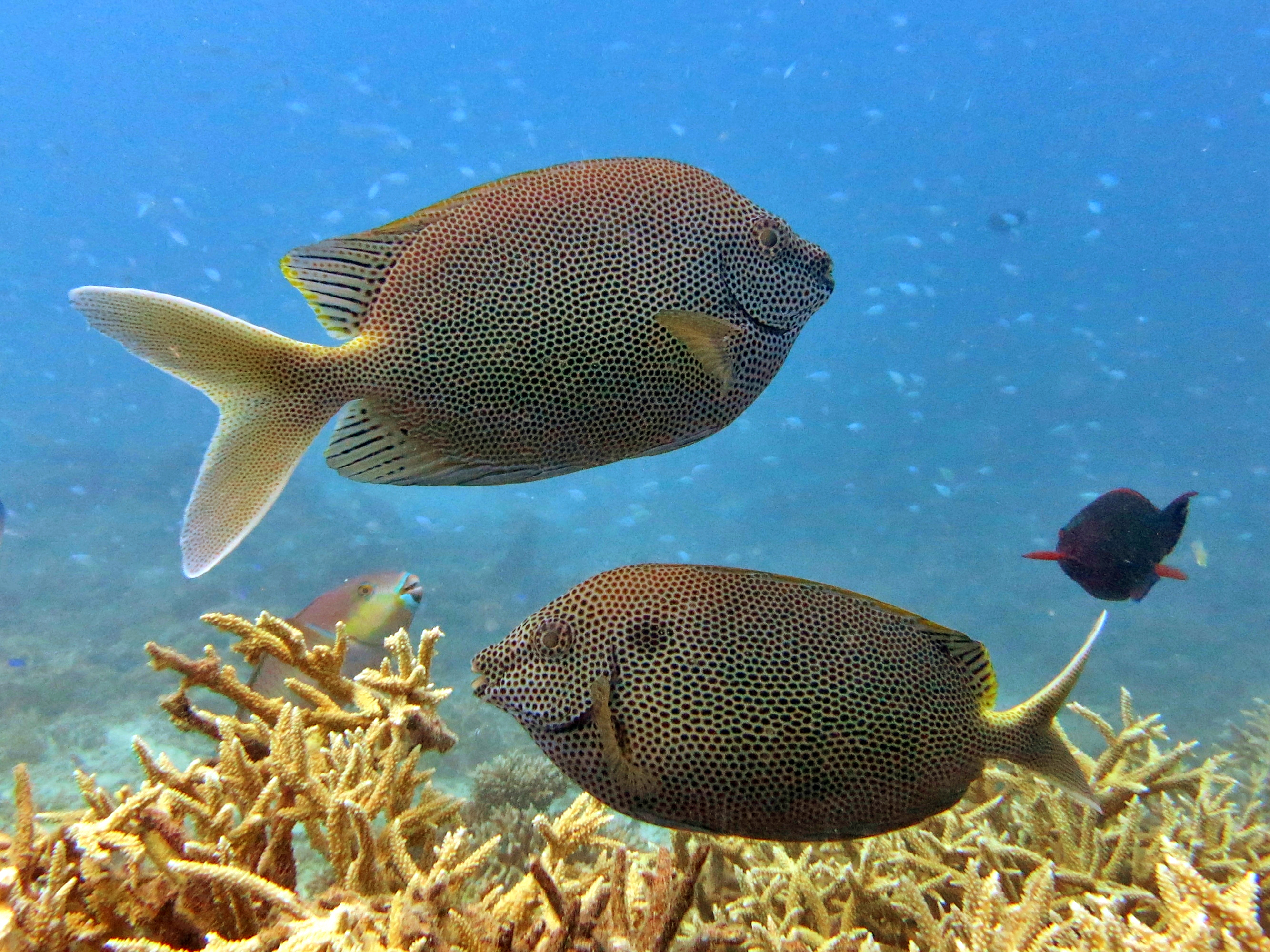
Pareja de S. stellatus en Maldivas
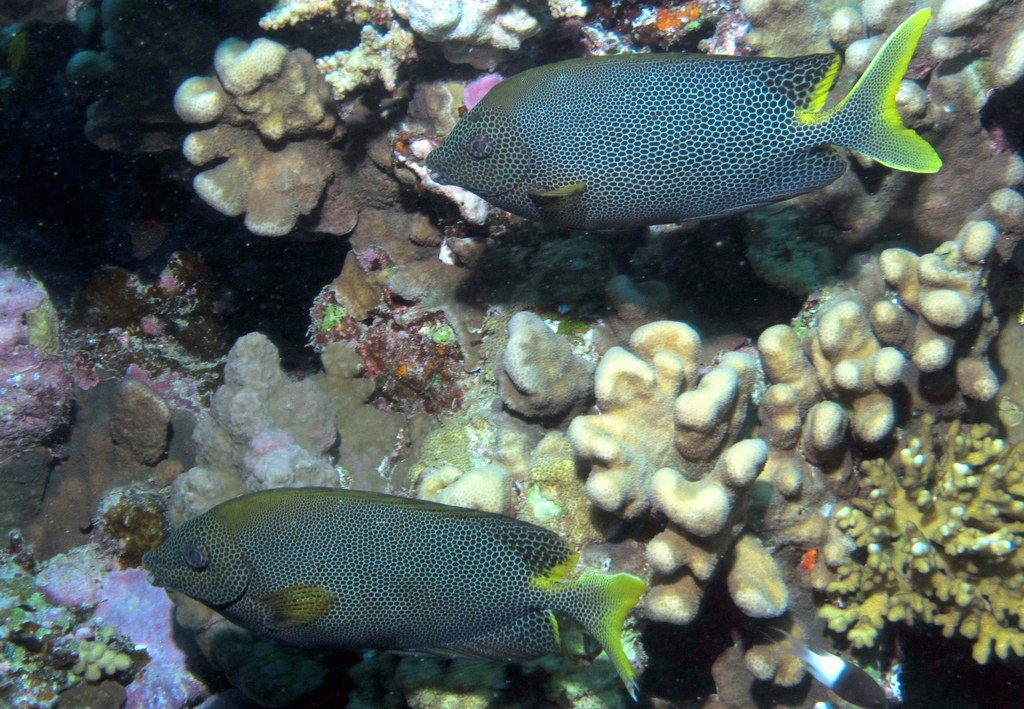
Pareja de S. stellatus en Egipto, mar Rojo
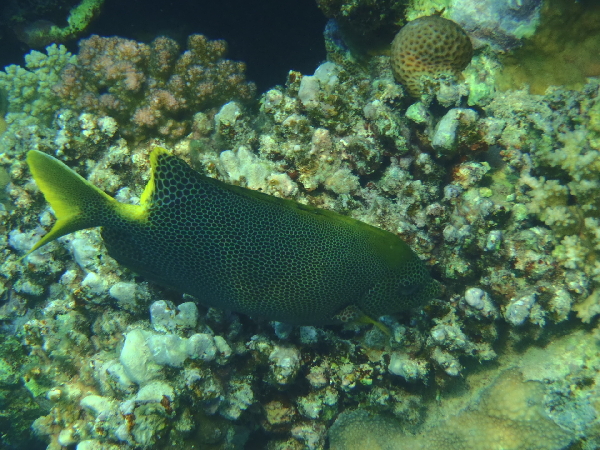
S. stellatus en Egipto, mar Rojo
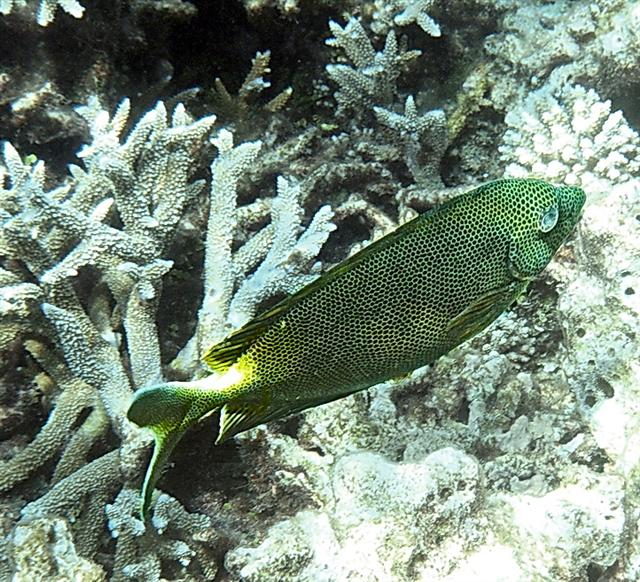
S. stellatus en Mirihi, Maldivas